# Joël Rigal
Pour les articles homonymes, voir Rigal.
Joël Rigal, né le 17 août 1950  à Castres (Tarn), est un pianiste classique français.

## Biographie
Joël Rigal suit une formation complète au Conservatoire d'Aix-en-Provence puis au Conservatoire de Marseille, y compris pour la direction d'orchestre, avant de rejoindre l'Université de Paris-Sorbonne où il obtient une maîtrise de musicologie. 
Il suit ses études de piano avec Pierre Barbizet, Eric Heidsieck, et de pianoforte avec Jörg Demus et Paul Badura-Skoda à Vienne en Autriche.
Marqué par l'enseignement de Paul Badura-Skoda, il devient son assistant lors de master-classes puis il joue avec lui des œuvres de Mozart et Schubert. De cette période lui vient son intérêt pour les claviers anciens et les instruments originaux
Il possède à son répertoire l'intégrale des œuvres de Mozart pour quatre mains et deux pianos ainsi que les deux concertos KV365 et KV 242 qu'il  joue à de nombreuses reprises, dirigeant parfois l'orchestre depuis le clavier. Il  réalise, avec les pianistes Nadine Palmier et Anne-Marie Ghirardelli une importante discographie allant de Haydn aux Contemporains en passant par Mozart : (Intégrale des œuvres en duo sur instruments d'époque pour Arion, D.P.V. et Frémeaux & Associés) et Schubert.

## Publication
- Avec la pianiste Nadine Palmier, Le clavier bien partagé ou l’art de jouer à quatre mains et à deux pianos, éditions Alphonse Leduc, 1993  (ISBN 2-85689-046-6)
- Contribution à "Les légendes françaises du piano" de Catherine Lechner-Reydellet, édition Aedam Musicae, 2020  (ISBN 2919046748)

## Discographie
- Chopin-Schubert, pianos Pleyel et Erard. co-production De Plein Vent, 2018
- Haydn, pièces pour pianoforte, Schubert, valses sentimentales. (DVD) De plein vent, 2014[5].
- Mozart, Œuvres pour 2 pianos avec Pierre Courthiade. Auvergne Diffusion, 2012
- Haydn, pièces et variations pour le pianoforte seul. De Plein Vent, 2009
- Regards sur la musique française : piano à 4 mains, Chabrier, Debussy, Ravel... Joël Rigal, Anne Marie Ghirardelli, De plein vent, 2009[6]
- Schubert,  Piano à quatre mains - Les ultimes-chefs-d'œuvre 1824 - 1828  avec Nadine Palmier, Ligia Digital, 1997
- Piano à quatre mains français, l'âge d'or : Satie, Debussy... avec Nadine Palmier, REM, 1996
- Mozart, Intégrale de l'œuvre pour Pianoforte à quatre mains avec Nadine Palmier  De Plein Vent et Frémeaux & Associés, 1990
- Schubert, Vier Ländler, D 814 - Marche Militaire D733 - Sonate en DO "grand duo" D812 avec Nadine Palmier, BNL, 1991
- Mozart, Mozart à Versailles, Intégrale de l'œuvre pour deux claviers avec Nadine Palmier, Arion, 1987
- Milhaud, Le bœuf sur le toit, La création du monde... avec Nadine Palmier. Iakov, 1983[7]
- Mozart, Haydn, Beethoven, Œuvres pour le pianoforte à quatre mains avec Nadine Palmier. Iakov, (date de sortie inconnue)
- Debussy, Fauré, Ravel, Musique française pour piano à quatre mains avec Nadine Palmier. Verseau, 1980